# Росси, Джованни Франческо
Джованни Франческо Росси (итал. Giovanni Francesco Rossi, лит. Jonas Pranciškus Rosis, пол. Jan Franciszek Rossi) — итальянский скульптор эпохи барокко. Работал в Италии и Польше

## Биография
Даты рождения и смерти скульптора неизвестны. Достоверно известно, что он был родом из Тосканы. Родился в местечке Фивиццано. С 1640 года работал в Риме, где создал из стукко (гипса) статуи святой Екатерины и святого Доминик (святой) Доминика для церкви Святой Екатерины Сиенской (около 1640), надгробие кардинала Франческо Ченнини де Саламандри (1645, мрамор) в церкви Сан-Марчелло-аль-Корсо, аллегорическую фигуру Доблести (1668) для архитрава Собора Святого Петра.. Росси работал также при дворе короля польского Яна II Казимира Вазы, за что ему было заплачено с октября 1651 года до конца марта 1653 года 1500 золотых. Вероятно, работал при королевском дворе и в 1654 году.
Среди произведений Росси — надгробие Теодоры Кристины Сапеги (мрамор) в вильнюсском костёле Святого Архангела Михаила, однако достоверных сведений о пребывании скульптора в Вильно нет.
Позднее Джованни Франческо вернулся в Италию, где его имя упоминается в источниках 1656—1677 годов. По другим сведениям, не раньше октября 1654 года и не позднее весны 1655 года Росси по неизвестным причинам покинул Польшу. В июне 1655 года он уже участвовал в заседаниях римской Академии Святого Луки, членом которой он был избран два года спустя. В 1655—1657 годах Росси работал над скульптурной декорацией центрального нефа церкви Санта-Мария-дель-Пополо. В 1661 году он создал алтарный барельф с изображением смерти святого Алексия в базилике Святой Агнессы на Пьяцца Навона. В 1674 году совместно с другими скульпторами Росси создал надгробие кардинала Микеле Бонелли в базилике Санта-Мария-сопра-Минерва, а в 1677 году — памятник Антонио Бурани в церкви Сант’Исидоро. Вероятно, вскоре после этой даты он скончался в Риме.
Attivo a Roma dal 1640 al 1677, collaborò con Ercole Ferrata a Sant’Agnese in Agone e scolpì rilievi a Santa Maria sopra Minerva.

## Другие произведения
На основании стилевого анализа Джованни Франческо Росси приписывают бюсты королевы Людовики Марии и короля Яна Казимира Вазы (конец 1651, мрамор, Национальный музей Швеции в замке Дроттнингхольм), бюст епископа Петра Гембицкого (бронза, краковский Архикафедральный собор базилика Святых Станислава и Вацлава на Вавеле), бюст виленского епископа Юрия Тышкевича (бронза, вильнюсский Архикафедральный собор базилика Святого епископа Станислава и Святого Владислава), надгробие Теодоры Кристины Сапеги (мрамор) в вильнюсском костёле Святого Архангела Михаила.
Гипотетически к произведениям Росси относят также украшение капеллы Вазов в краковском Архикафедральном соборе.

## Галерея

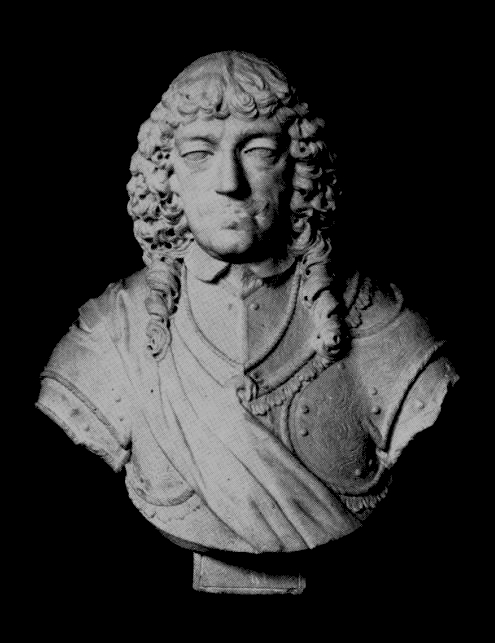
Бюст Яна II Казимира Вазы. 1651. Мрамор. Национальный музей Швеции, Стокгольм
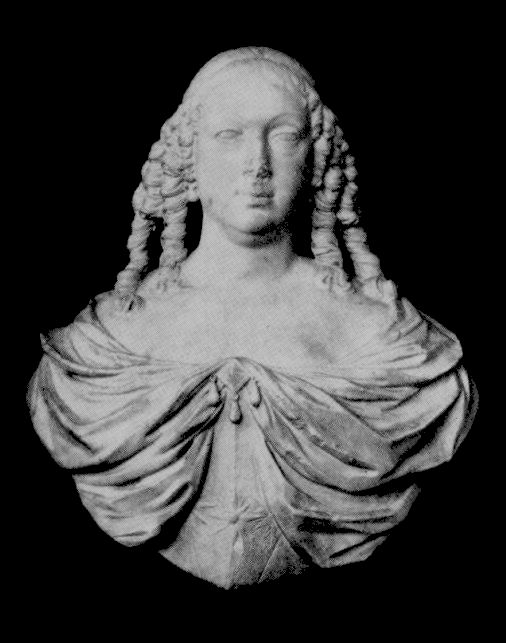
Бюст королевы Людовики Марии. 1651. Мрамор. Национальный музей Швеции, Стокгольм
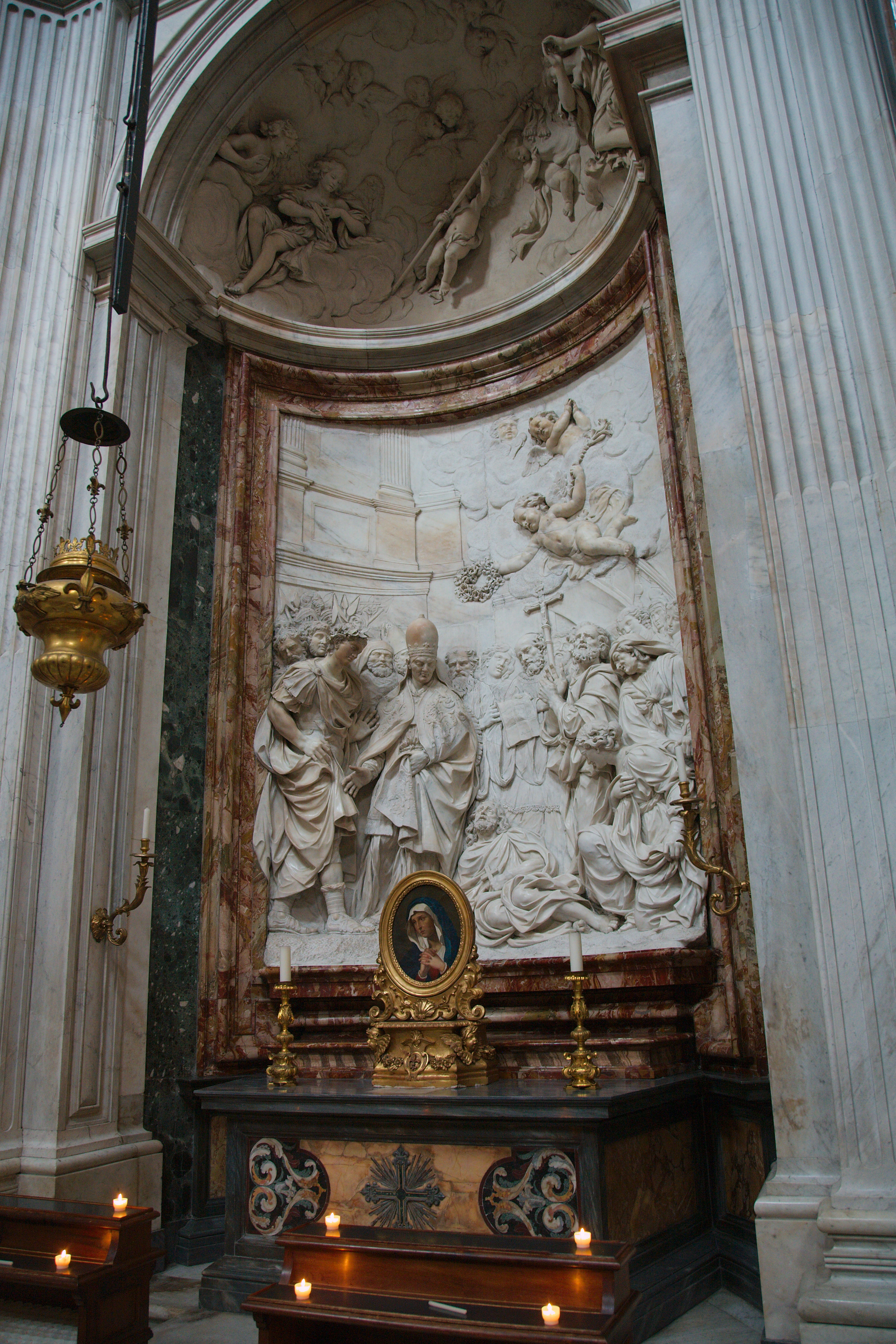
Алтарь Святого Алексия. 1660-1663. Мрамор. Базилика Сант-Аньезе-ин-Агоне, Рим
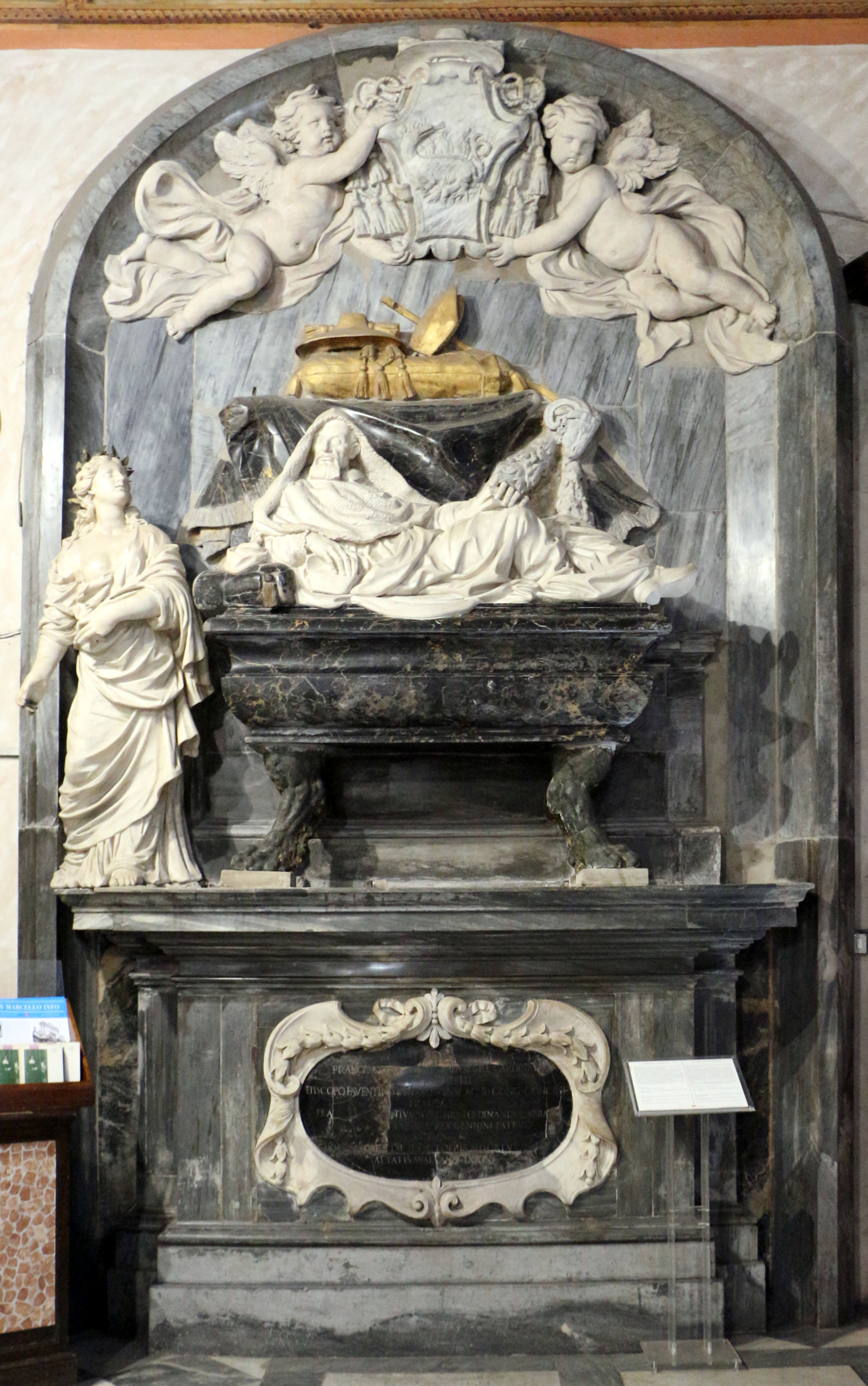
Надгробие кардинала Франческо Ченнини де Саламандри. 1668. Церковь Сан-Марчелло-аль-Корсо, Рим
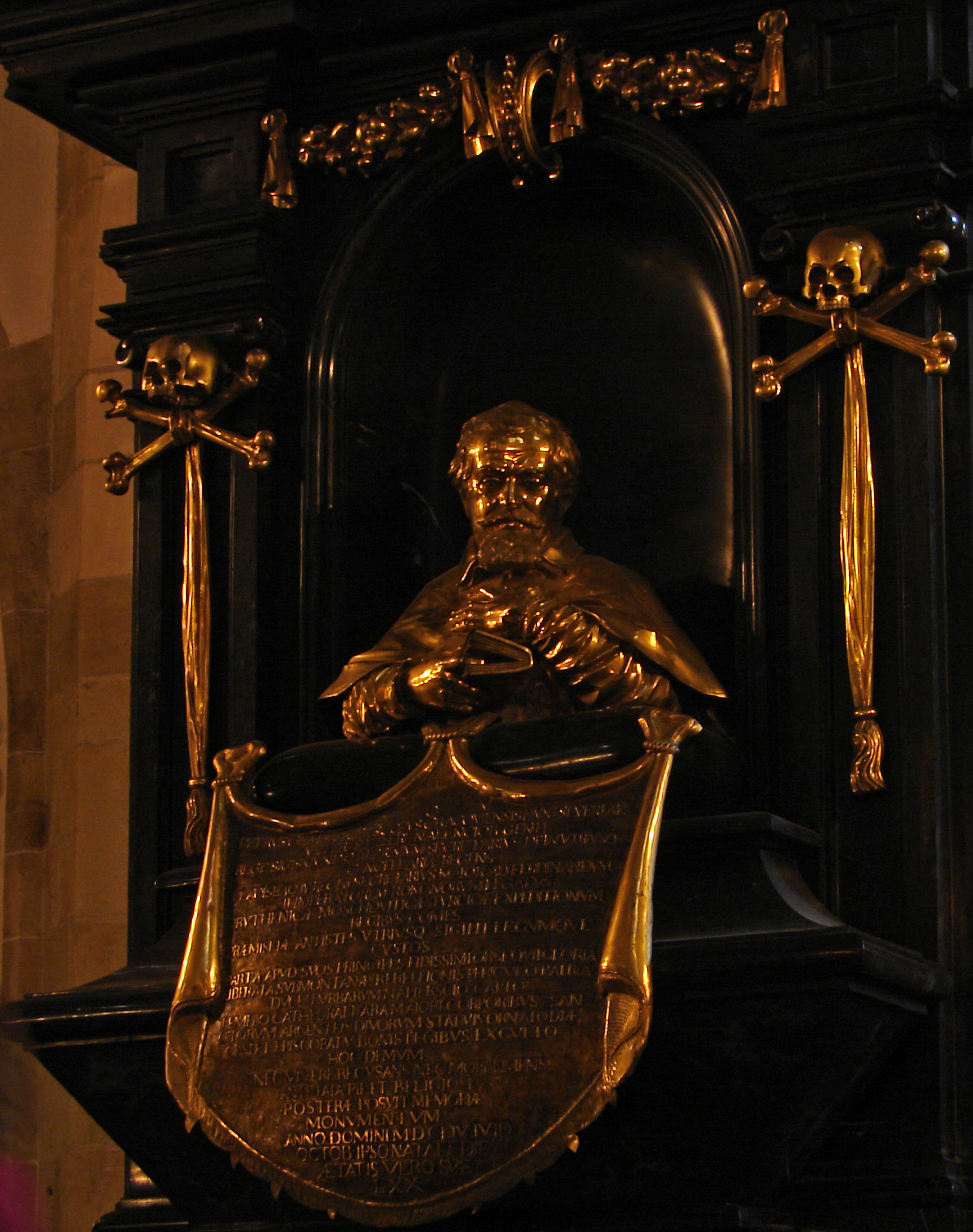
Надгробие епископа Петра Гембицкого. 1654. Вавельский собор, Краков
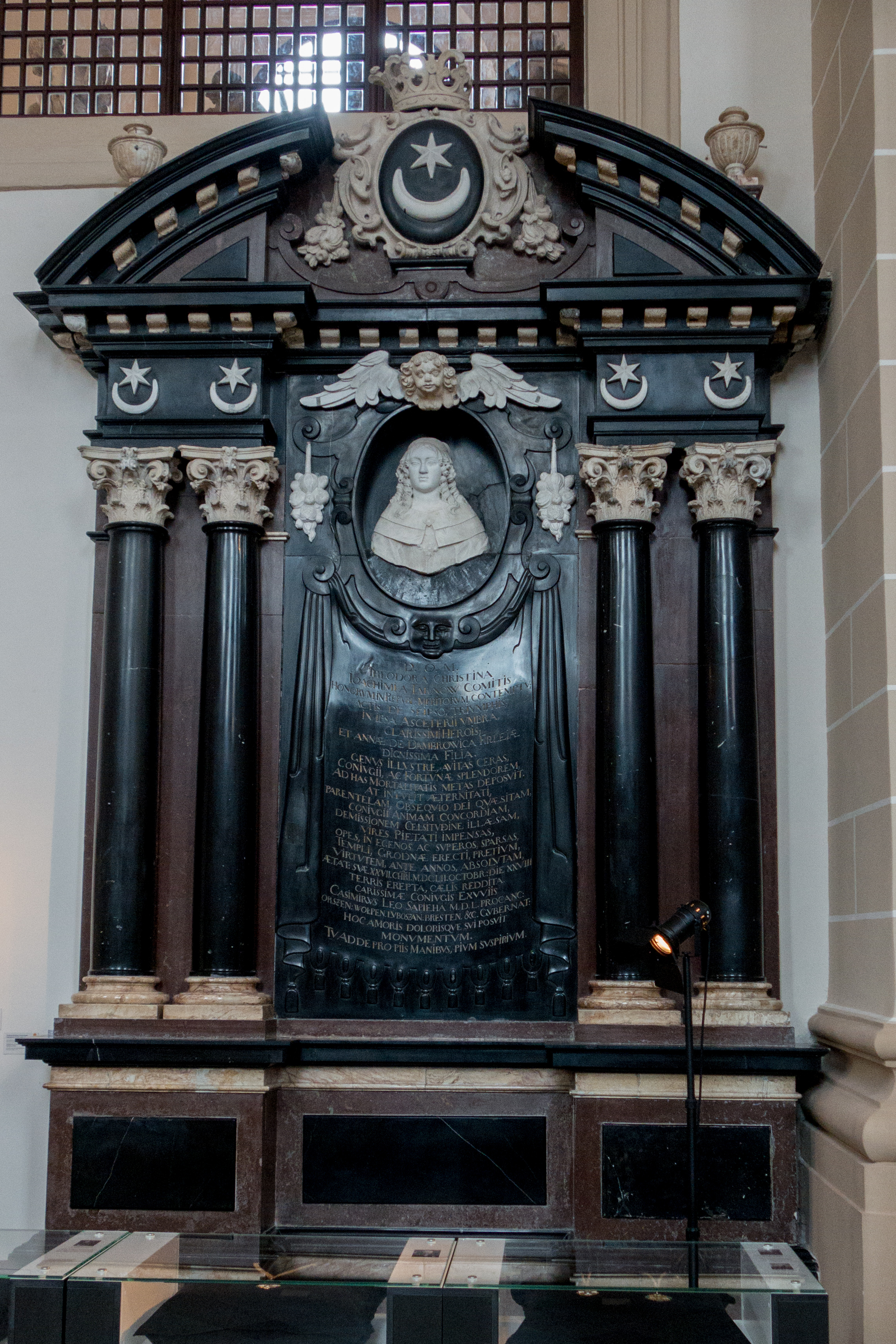
Надгробие Теодоры Кристины Сапеги. Мрамор. Костёл Святого Архангела Михаила, Вильнюс